# حدیث ثقلین
حدیث ثَقَلین یا دو گران‌سنگ یکی از حدیث‌های متواتر محمد است.
انی تارک فیکم الثقلین کتاب الله وعترتی ما ان تمسکتم بهما لن تضلوا ابداً: کتاب الله فیه‌الهدی والنور حبل ممدود من السماء الی الارض وعترتی اهل بیتی وان اللطیف الخبیر قد اخبرنی‌انهما لن یفترقا حتی یردا علی الحوض وانظروا کیف تخلفونی فیهما
«من در میان شما دو امانت نفیس و گرانبها می‌گذارم یکی کتاب خدا قرآن و دیگری عترتم را. تا وقتی که از این دو تمسک جویید، هرگز گمراه نخواهید شد و این دو یادگار من هیچ‌گاه از هم جدا نمی‌شوند. تا کنار چشمه کوثر بر من وارد شوند.»
همچنین ام سلمه از محمد بن عبدالله حدیثی با همان مضمون حدیث ثقلین نقل می‌کند که وی گفت: «علی با قرآن است و قرآن با علی است، آن‌ها از هم جدا نمی‌شوند تا اینکه در حوض کوثر بر من وارد شوند».
حسین بن علی نام این اشخاص را آورده است. همچنین صحّت حدیث ثقلین توسط رساله‌ای که «دارالتقریب، بین المذاهب الاسلامیه» در مصر در چند سال پیش در مورد این حدیث چاپ کرد به اثبات رسیده است.
حدیث ثقلین از موارد اختلاف اهل تسنن و شیعه است. شیعیان اهل تسنن را به این موضوع متهم می‌کنند که پیشوای ایشان، عمر بن خطاب با قول معروف خویش «حسبنا کتاب الله» رهنمودهای این حدیث نبوی را زیر پا گذاشته است.

## لفظ در منابع اهل سنت

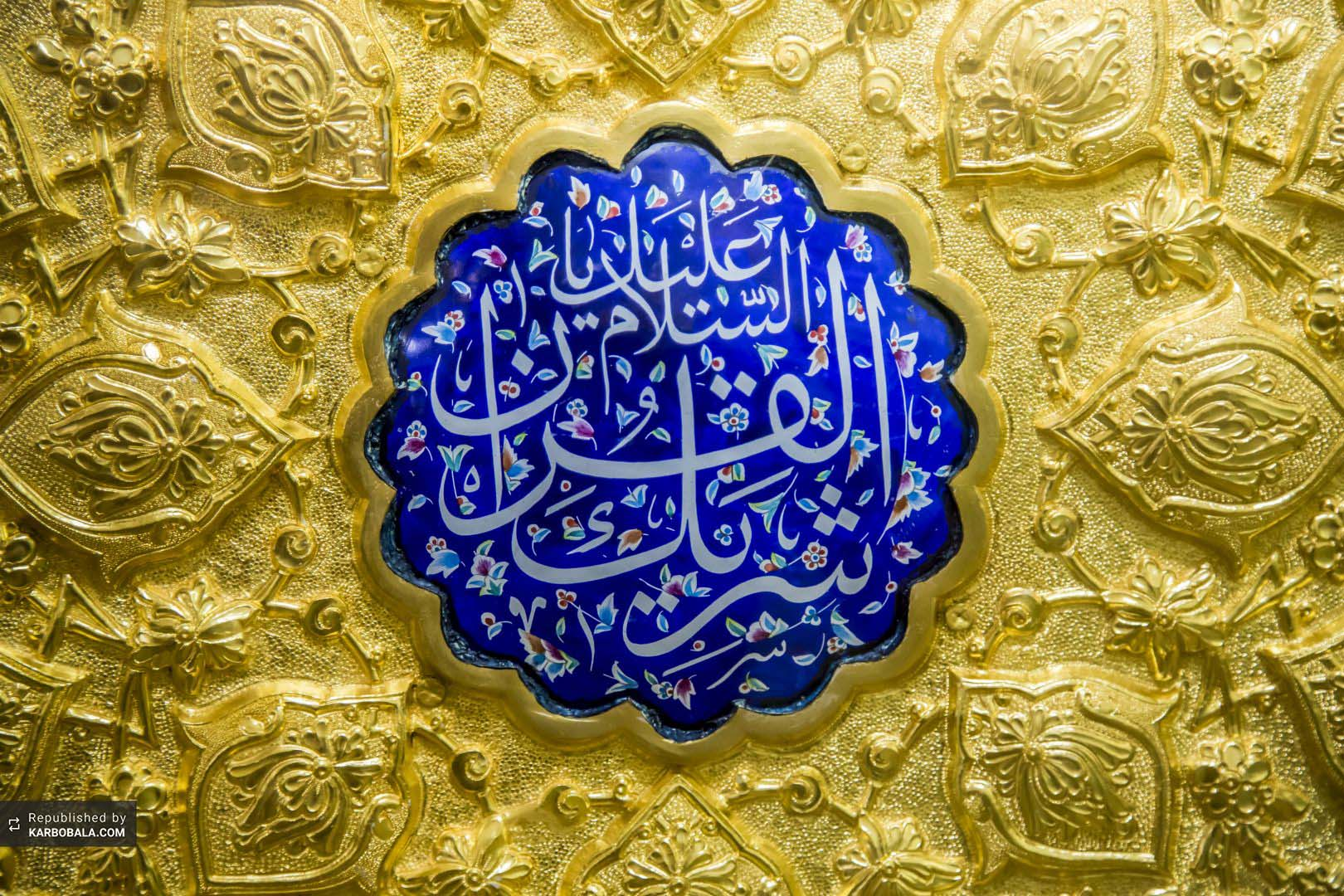
تایپوگرافی عبارت شریک القرآن. به باور شیعه، امامان همچون قرآن لازم الاتباع هستند.

این حدیث در منابع اهل سنت از جمله صحیح مسلم ( احادیث بسیاری توسط وی تحریف شده) با لفظ دیگری آمده:
وَأَنَا تَارِکٌ فِیکُمْ ثَقَلَیْنِ أَوَّلُهُمَا کِتَابُ اللَّهِ فِیهِ الْهُدَی وَالنُّورُ فَخُذُوا بِکِتَابِ اللَّهِ وَاسْتَمْسِکُوا بِهِ)). فَحَثَّ عَلَی کِتَابِ اللَّهِ وَرَغَّبَ فِیهِ ثُمَّ قَالَ: ((وَأَهْلُ بَیْتِی أُذَکِّرُکُمُ اللَّهَ فِی أَهْلِ بَیْتِی أُذَکِّرُکُمُ اللَّهَ فِی أَهْلِ بَیْتِی
من در میان شما دو چیز گرانبها می‌گذارم اول کتاب خدا که در ان هدایت و نور هست پس به ان چنگ بزنید و سپس گفت و اهل بیت من، خداوند را به شما یادآوری می‌کنم و اهل بیت من، خداوند را به شما یادآوری می‌کنم — مسلم بن حجاج نیشابوری، صحیح مسلم حدیث۶۳۷۸

## معنای ثقل
«ثِقْل» در لغت به معنای بار سنگین و گنج است.در لغت «ثَقَل» به معنای بار و کالای مسافر و هر شیء گران‌بها و ارزشمندی گفته شده است که باید در نگهداری آن کوشش شود. برخی از اهل لغت «ثِقل» و «ثَقَل» را به یک معنا دانسته‌اند، اما برخی دیگر میان آن دو تفاوت قائل شده‌اند. جمع هر دو واژه اثقال است. واژه سه حرفی «ثقل» در قرآن به کار نرفته اما «اثقال» در چند آیه و «ثَقَلان» فقط در یک آیه به کار رفته است. عموم مفسران مراد از صورت اخیر را دو گروه جن و انس و معدودی از مفسران هم مراد از آن را قرآن و عترت دانسته‌اند. در دسته‌ای دیگر مراد از این واژه را قرآن و عترت (اهل بیت) دانسته‌اند که برگرفته از حدیث مورد بحث است.

## زمان و مکان صدور حدیث
پیامبر اسلام در طول دوره رسالت خود تنها دو سخنرانی با بیش از صدهزار شنونده داشته است. یکی روز عرفه (نهم ذی الحجه سال ۱۰ ق) و دیگری در غدیر خم (۱۸ ذی الحجه سال ۱۰ ق) که در هر دو مورد حدیث ثقلین با همان قرائت مشهور «کتاب الله و عترتی» نقل شده است. در کل بیان این حدیث توسط محمد در ۶ مورد انجام شده است:۱. بازگشت از طائف، سال ۸ هجری ۲. روز عرفه، نهم ذی الحجه، سال ۱۰ هجری، عرفات ۳. دوازده ذی الحجه، سال ۱۰ هجری، مسجد خیف، منا ۴. روز عید غدیر، هجده ذی الحجه، سال ۱۰ هجری، سرزمین غدیر خم ۵. در آستانه مرگ، اواخر صفر، سال ۱۱ هجری، مسجدالنبی ۶. در بستر مرگ، بیست و هشت صفر، سال ۱۱ هجری، در منزل محمد